# Алан Тјуринг
Алан Матисон Тјуринг (енгл. Alan Mathison Turing; Лондон, 23. јун 1912 — Чешир, 7. јун 1954) био је британски математичар, логичар и криптограф. Сматра се оцем модерног рачунарства — направио је концепт алгоритама који се данас користи у свету, и рачунања помоћу Тјурингове машине, формулишући данас широко прихваћену Тјурингову верзију Черч-Тјурингове тезе, наиме, да сваки практични рачунарски модел има или еквивалентне могућности Тјуринговој машини, или његове могућности представљају подскуп могућности Тјурингове машине.
Својим Тјуринговим тестом, дао је значајан и провокативан допринос дебати која се тицала вештачке интелигенције: да ли ће икад бити могуће рећи да је машина свесна и да може да мисли. Касније је радио у Националној физичкој лабораторији, а 1947. године је прешао у Универзитет у Манчестеру да ради, углавном на софтверу, на манчестерском Марку I, за који се тада сматрало да је један од првих правих рачунара.
Током Другог светског рата, Тјуринг је радио у Блечли парку, британском криптоаналитичком центру, и био је једно време шеф Хут-а 8, одељења задуженог за немачку морнарицу. Тјуринг је развио више техника за разбијање шифара, укључујући метод бомбе, електромеханичку машину, која је могла да открије поставке Енигме. Године 1952, Тјуринг је осуђен за дело „велике непристојности” (енгл. Act of gross indecency) пошто је признао да је био у вези са мушкарцем у Манчестеру. Био је послат на хормонску терапију. Тјуринг је умро 1954. године пошто је појео јабуку напуњену цијанидом. Његова смрт се сматра самоубиством.

## Биографија

### Детињство, средња школа, студије
Аланов отац, Џулијус Тјуринг (Julius Mathison Turing) је радио у Индији, али када је супруга остала у другом стању, 1911. године, млади брачни пар одлучује да је боље за дете да одраста у Енглеској, па су се вратили у Лондон, где се Алан и родио 23. јуна 1912. године. Као веома млад је показивао много више него што се очекује од детета његових година. Прича се да је научио да чита за три недеље, а и као јако млад је показивао интересовање за бројеве.
Са шест година су га уписали у дневну школу St Michael. Године 1926, када је имао 14 година, уписан је у Шерборн школу у Дорсету. Тјурингова наклоњеност математици и хемији му није донела поштовање професора у Шерборну, пошто се код њих учење заснивало на општем образовању. Време проведено у Шеброну и у пратећем интернату у великој мери ће обликовати његова будућа лична и професионална интересовања и домете. У школи се неговало класично образовање, те не чуди што је због својих иступа од редовног наставног плана у математичке воде једном изазвао бес разредног старешине који му је подвикнуо: „Ова соба смрди на математику! Изађи и донеси спреј за дезинфиковање!“ Ипак, већина наставника и други ученици су му се дивили због талента за природне науке и храбрили су га да настави у том смеру.
Већи део 1937. и 1938. године је провео на Универзитету Принстон, учећи код Алонза Черча (Alonzo Church). Године 1938. добио је диплому Принстона. Вратио се 1939. године у Кембриџ, где је код Лудвига Витгенштајна (Ludwig Wittgenstein) похађао часове о фундаменталној математици.

### Криптоанализа
У току Другог светског рата, Тјуринг је био најзаслужнији за разбијање немачких шифара, радећи у Блечли парку. Радио је на разбијању Енигме и Лоренца СЗ 40/42, и једно време је био шеф одељења Хут 8.
Од 1938. године Тјуринг је радио у Британској организацији за разбијање шифара (Government Code and Cypher School). Радио је на проблему немачке машине, Енигма, и сарађивао са Дили Нокс (Dilli Knox), која је такође радила у GCCS-у. Дана 4. септембра 1939. године, дан пошто је Енглеска објавила рат Немачкој, Тјуринг је прешао у Блечли парк, штаб GCCS-а за време Другог светског рата.

### Рачунари и Тјурингов тест
Од 1945. до 1947. године је у Националној Физичкој Лабораторији, где је радио на дизајнирању ACE-а (Automatic Computing Engine). Дана 19. фебруара 1946. године презентирао је дизајн првог рачунара у Британији. Иако га је дизајнирао, ACE је извршио први програм тек 10. маја 1950. године, и то у Тјуринговом одсуству, јер је он тада био у Кембриџу. Године 1949, је постао директор рачунарске лабораторије, Манчестерског Универзитета, и радио је на софтверу једног од првих правих рачунара, Манчестерском Марку I. Радио је и на проблему вештачке интелигенције, и представио је експеримент познат као Тјурингов тест.
Године 1948, је писао шаховски програм за рачунар који још увек није постојао, тако да је 1952. године сам симулирао програм, који је једном победио и једном изгубио меч.

### Тужба за хомосексуална дела и Тјурингова смрт
Тјуринг је био хомосексуалац, када је то било незаконито у Енглеској, и представљано као ментална болест. Осуђен је јер је био у вези са Арнолдом Марејом, и био је подвргнут терапији примања естроген инјекција, што је трајало годину дана. То је, у ствари, значило и престанак његовог рада. Године 1954. умро је од тровања цијанидом, јер је појео јабуку у коју је био убризган цијанид. Његова смрт је проглашена самоубиством.
Осуда за „тешко недолично понашање” је повучена и њега је, 24. децембра 2013. године, постхумно помиловала Елизабета II. Алан Тјуринг је тек четврта особа од 1945. године, која је у Уједињеном Краљевству добила краљевско помиловање.

### Почасна обележја
Од 1966. године Асоцијација за рачунарство (Association for Computing Machinery) додељује Тјурингову награду, за рачунарска достигнућа. Сматра се да је та награда у свету рачунара једнака са Нобеловом наградом. У Манчестеру, у граду у којем је радио до краја свог живота, се одржавају разне почасти у име Тјуринга. Једна од улица у Манчестеру је 1994. године названа по Тјурингу (Alan Turing Way).
Статуа Тјурингу је откривена у Манчестеру 23. јуна 2001. године у Саквил парку, између Манчестерског универзитета и улице канал (Canal Street). Кад је требало да буде Тјурингов 86-и рођендан, 23. јуна 1998. године, Ендру Хоџис, његов биограф, је открио захвалницу на капији његовог дома, у Лондону, где је сада Колонејд Хотел. То је урадио на 50. годишњици његове смрти, 7. јуна 2004. године.
Одлучено је да се његов лик нађе на новчаници од 50 фунти од 2021. године.

## Енигма
Први септембар 1939. године. Немачка и Совјетски Савез крећу на Пољску. Упоредо са оружаним сукобима на земљи и небу, ван очију јавности води се једнако важан, тихи рат. Годинама уназад, пољска обавештајна служба заједно са француским и британским обавештајцима зна за Енигму, машине за шифровање порука која ће задавати муке савезницима. Енглеска влада одмах по избијању рата окупља тим обавештајаца и криптоаналитичара у Владиној школи за кодове и шифре у Блечли парку у околини Лондона. Тајни пројекат Ултра предводе Алан Тјуринг и Дилвин Нокс. За само неколико недеља, Тјуринг, уз помоћ колеге математичара Гордона Велчмана, успева да конструише електромеханички криптоаналитички уређај, такозвану Бомбу за разбијање шифри Енигме.
Физичко срце Енигме били су ротори који су се окретали различитим брзинама. Сваки од ротора је могао да се нађе у 26 различитих положаја. У случају најједноставније Енигме, постојала су три ротора, те је стања у којима су ротори могли да се нађу заједно било 263 =17576. Поморске Енигме имале су и до осам ротора. За тумачење поруке послате једном Енигмом, оператер са друге стране је морао да има истоветну машину и да зна почетну поставку машине, такозвани key setting. Немци су почетно стање мењали месечно. Ситуацију је компликовало што се са сваким притиском дугмета тастатуре кôд мењао, тако да неко слово – на пример а – у првом притиску даје једно слово, а у другом неко друго слово: дакле, два слова а у једној речи неће бити замењена истим словом. Промена кода након притиска слова се остваривала тиме што се мењала позиција ротора. Војне Енигме су имале и прекидачку таблу на којој су се слова упаривала, тако да су слова у паровима мењала место приликом кодирања – на пример, а би заменило место са м – што је додатно компликовало ситуацију.
Енигма је имала слабе тачке. Једна је била то што дато слово никад није било кодирано истим тим словом – на пример, ако бисмо притисли а на тастатури, никада не бисмо као његову шифровану замену добили а. Други извор рањивости било је то што су се неке фразе понављале – најчешће оне које су се тицале метеоролошких околности. Конкретније, Немци су свако јутро слали метеоролошки извештај.
Тјуринг је свој дизајн Бомбе базирао на логичкој контрадикцији – тражено стање, односно поставка за кодирање није могло да резултира тиме да се једно слово мења тим истим словом. Дакле, Бомба је трагала за тачним поставкама односно кодом, и одбацивала оне поставке које су давале исто слово за дато слово. Већина могућих поставки је била контрадикторна, те су их одбацивали, па је остајало само неколико које је имало смисла детаљно проверити.
Тјуринг је успео, 1941. године, захваљујући средствима за која је апеловао директно Черчилу, да направи Бомбу за компликовану поморску Енигму.
Нешто касније, 1942, Тјуринг развија технику духовито названу турингизмус, која ће бити основа за конструисање Колоса, првог дигиталног програмабилног рачунара, намењеног разбијању нацистичких Лоренцових шифри. Бомба и Колос су немачким снагама задале ударац који је језичак победе неповратно померио на страну савезника.

## Сексуална оријентација
Током школовања у Шерборну 1928. године Тјуринг се спријатељио с Кристофером Моркомом, старијим учеником, такође веома надареним за природне науке. Ова љубав, подгрејавана дугим, и на свој начин романтичним разговорима о вредности броја π и теорији релативности, била је, по свему судећи платонска, јер Морком највероватније није био хомосексуалац. Морком умире 1930. године од туберкулозе.

У књизи Човек који је сувише знао, аутор Дејвид Ливит пише:
Није изненађујуће што је губитак идеалног садруга утицао да се у Тјуринговој машти зачне идеал романтичне љубави, а то се збило пре него што је та идеална веза уопште могла да се распрши или прерасте у зрео однос. У роману Едгара М. Форстера, Морис (1914), љубав насловног лика према Клајву Дараму прво се развила у чврст и, по свој прилици, постојан однос (међутим, што је значајно, на Клајвово инсистирање међу њима није било сексуалних односа), потом се претворила у презир када је Клајв одлучио да се ожени. Насупрот томе, Тјуринг никада није имао прилику да продуби своју приврженост према Крису Моркому ма какав био исход.
У есеју Природа душе из 1931. године, посвећеном мајци Кристофера Моркома, наводи: „Када тело умре, механизам тела који држи душу престаје да функционише, те душа пре или касније, можда и у тренутку смрти, налази ново тело“. Та мисао, о новом телу као дому бесмртне душе, биће надаље његова водиља у свим професионалним и интелектуалним стремљењима – центар његове визије биће машине као ентитети са свешћу, не слични, већ једнаки људима.
Године 1941. Тјуринг ће запросити Џоун Кларк која је била део криптографске екипе у Блечли Кларку. Џоан ће пристати, али Тјуринг ће јој убрзо признати своју хомосексуалну оријентацију и рећи да ипак не може да допусти да се венчају. Кларкова, по сопственим речима, није била изненађена тим признањем и остаће његов близак пријатељ све до Тјурингове смрти.